# Педро II (Бразилия)
Педру II е вторият и последен император на Бразилия, който управлява страната повече от 58 години.

## Произход
Роден е на 2 декември 1825 г. в императорския дворец Сао Криштовао в Рио де Жанейро, Бразилия, като 'Педро де Алкантара Жуао Карлош Леополдо Салвадор Бибиано Франсишко Шавиер де Паула Леокадио Мигел Габриел Рафаел Гонзага. Той е седмото дете на бразилския император Педро I и на императрица Мария-Леополдина. Майката на Педро умира, когато той е едва на една година.

## Император на Бразилия (1831 – 1889)
Император Педро I абдикира от бразилския престол през 1831 г. и заминава за Европа, оставяйки петгодишния Педро император на огромна империя и обричайки го на самотно детство и юношество. Принуден да прекарва всичкото си време в учение и подготовка за самостоятелно управление, Педро преминава само през няколко оскъдни момента на щастие и среща малко приятели на своята възраст. Опитът в дворцовите интриги и политическите борби оказват огромно влияние върху характера на Педро II, който израства със силно чувство за дълг и вярност към своя народ и държава.
Наследил една крайно разделена империя, Педро II успява да превърне Бразилия в призната сила на международната политическа сцена. По негово време Бразилия се отличава от испаноезичните си съседи с политическа стабилност, ревностно защитавана свобода на словото, уважението към гражданските права, постоянен икономически растеж и особено с формата на държавното си устройство – Конституционна монархия с парламентарно представителство. При Педро II Бразилия се утвърждава и като регионална военна сила, излизайки като победителка от три войни – Платайската война, Уругвайската война и Войната на Тройния съюз. Въпреки че среща жестока съпротива от страна на заинтересовани политически и икономически кръгове в бразилското общество, по време на управлението си Педро II успява да постигне пълна забрана на робството благодарение на постоянния натиск, който самият той оказва за неговото премахване.
Самият той учен, император Педро II се прославя като изтъкнат покровител на образованието, културата и науката. Той си спечелва признанието на хора като Чарлз Дарвин, Виктор Юго и Фридрих Ницше и е личен приятел с Рихард Вагнер, Луи Пастьор и Хенри Лонгфелоу.
Дългото управление на император Педро II завършва по неочакван и необичаен начин – въпреки своята изключителна популярност сред бразилците, той е детрониран чрез военен преврат, който не се ползва с почти никаква подкрепа извън един тесен кръг от бразилски офицери, желаещи да видят Бразилия република, управлявана от диктатор. С разклатено здраве, уморен от дългото управление, песимист по отношение на перспективите пред монархията, Педро II не допуска никаква съпротива срещу преврата и не подкрепя нито един от последвалите опити за възстановяване на монархията в Бразилия.

## Последни години (1889 – 1891)
Педро II прекарва последните години от живота като изгнаник в Европа, където живее сам и почти без никакви средства. Той умира в Париж на 5 декември 1891 г.
След детронацията на Педро II Бразилия изпада в дълъг период на анархия, диктатура и икономически хаос. Същите хора, които прогонват императора от Бразилия, скоро започват да виждат в неговото управление модел за бразилската република. Няколко десетилетия след смъртта на Педро II той е реабилитиран от режима в Бразилия и останките му са пренесени обратно в страната, където са препогребани с държавни почести в Петрополис.